# Нове Залісся
Нове́ Залі́сся — село Бучанського району Київської області. Є частиною Бородянської селищної громади.
Населення — близько 1,5 тис. жителів. Селом протікає річка Здвиж.

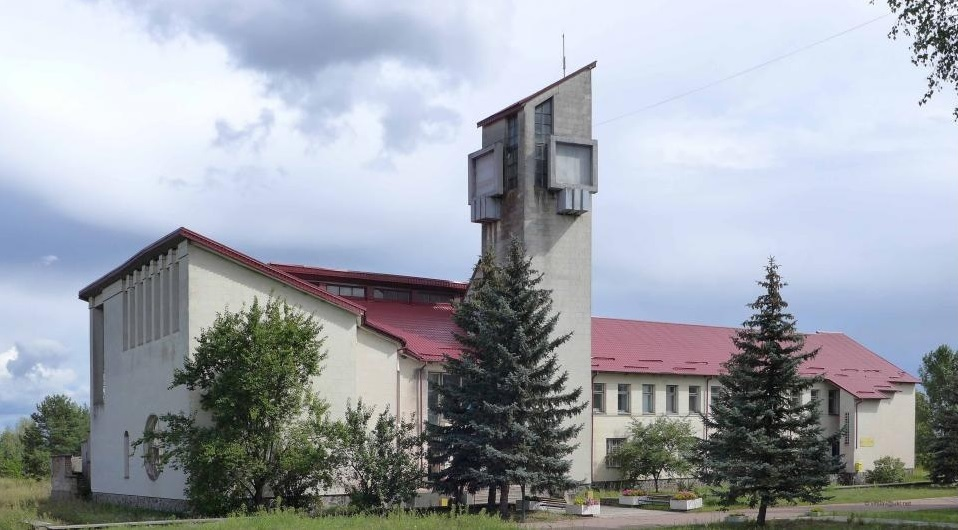
Будинок сільради

Село збудоване для переселенців з Зони відчуження — мешканців сіл Залісся, Рудня-Вересня, Запілля, Черевач, Ямпіль, Новосілки.
Виникло 1986 року. Назва присвоєна 1989 року: «Президія Верховної Ради Української РСР постановляє: Присвоїти найменування новозбудованим населеним пунктам Київської області: поселенню колгоспу „Дружба“ Бородянського району — село Нове Залісся». Оскільки найбільше в нове село переселили жителів села Залісся, то нове село назвали на честь нього — Нове Залісся.
Оскільки у 1986 році нове село будували будівельники з кримської області України, назви вулиць у селі — відповідні: центральна вулиця — Кримська, її бічні — Севастопольська, Сімферопольська, Перекопська, Бахчисарайська, Чорноморська, Азовська та інші.
Під час повномасштабного вторгнення окупаційних російських військ на територію України, село Нове Залісся, потрапило під окупацію. Було звільнене Збройними Силами України разом із Бучею, Ірпенем та усією Київською областю в кінці березня - на початку квітня 2022 року, згідно із дописом Ганни Маляр у Facebook.

## Навальні
У селі півтора десятка Навальних. Деякі із них — родичі російського політика Олексія Навального. У лютому 2021 року журналісти ВВС (якраз Навального посадили до в'язниці у Москві) з'їздили у село і знайшли кілька родичів Олексія. Сільраду очолює далекий родич — Павло Навальний. Інші родичі відмовилися спілкуватися із журналістами.

## Джерело
- Нове Залісся[недоступне посилання з квітня 2019]
- облікова картка на сайті ВРУ[недоступне посилання з квітня 2019]